# Pederneiras
Pederneiras é um município brasileiro do estado de São Paulo. Sua população em 2024, segundo o IBGE, era de 46.223 habitantes. A cidade é formado pela sede e pelos distritos de Guaianás, Santelmo e Vanglória.

## História

### Formação territorial-administrativa
Histórico da formação do município:
- Freguesia de Pederneiras criada no município de Lençóis pela Lei nº 22, de 28/02/1889.
- Vila criada com a denominação de São Sebastião da Alegria pelo Decreto nº 174, de 22/05/1891.
- Denominação alterada para Pederneiras pela Lei nº 316, de 22/05/1895.

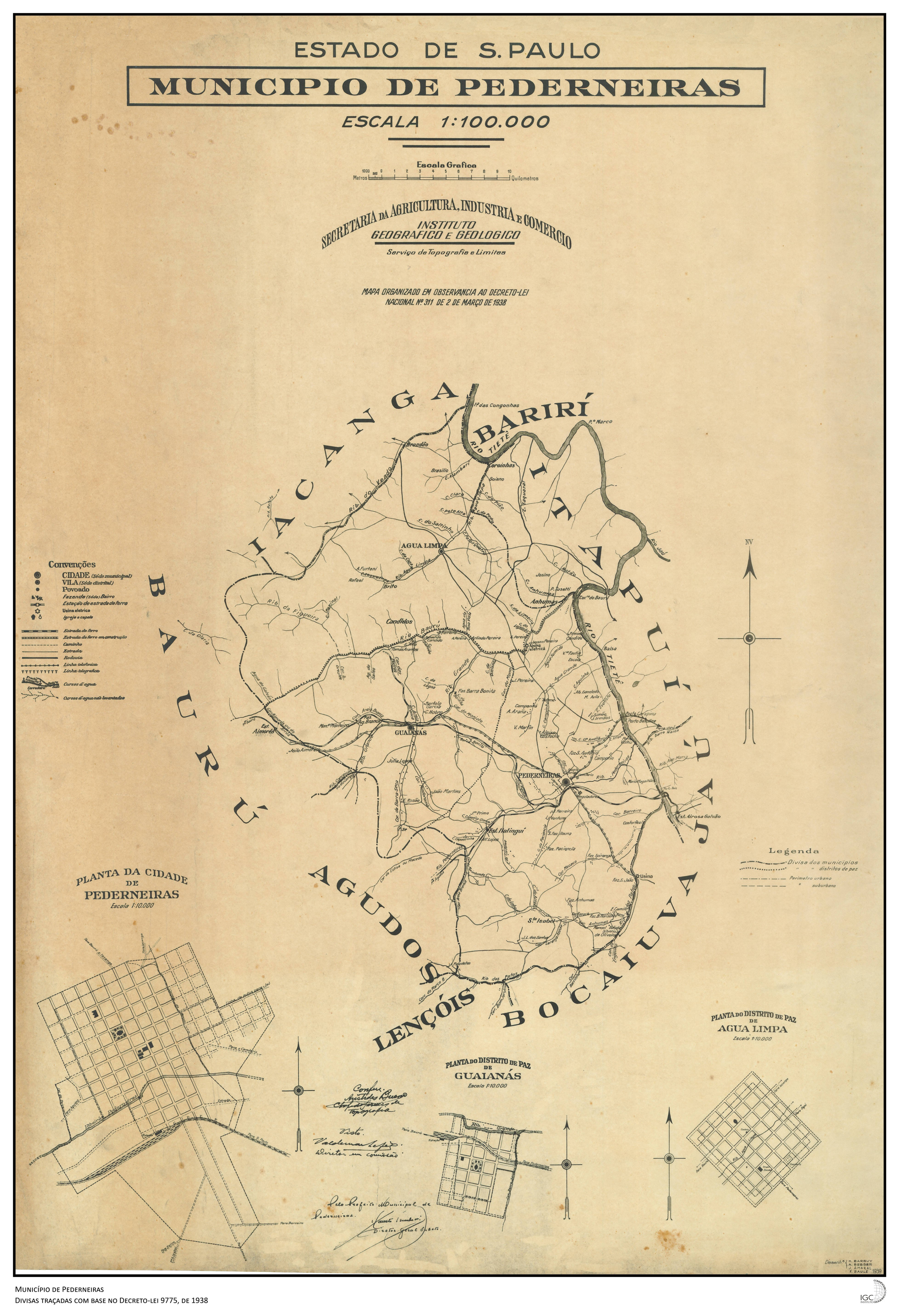
Mapa de Pederneiras (1938).

## Geografia
Localiza-se a uma latitude 22º21'06" Sul e a uma longitude 48º46'30" Oeste, estando a uma altitude de 475 metros e a 320 km distante da capital do estado. Possui uma área de 729 km².

### Hidrografia

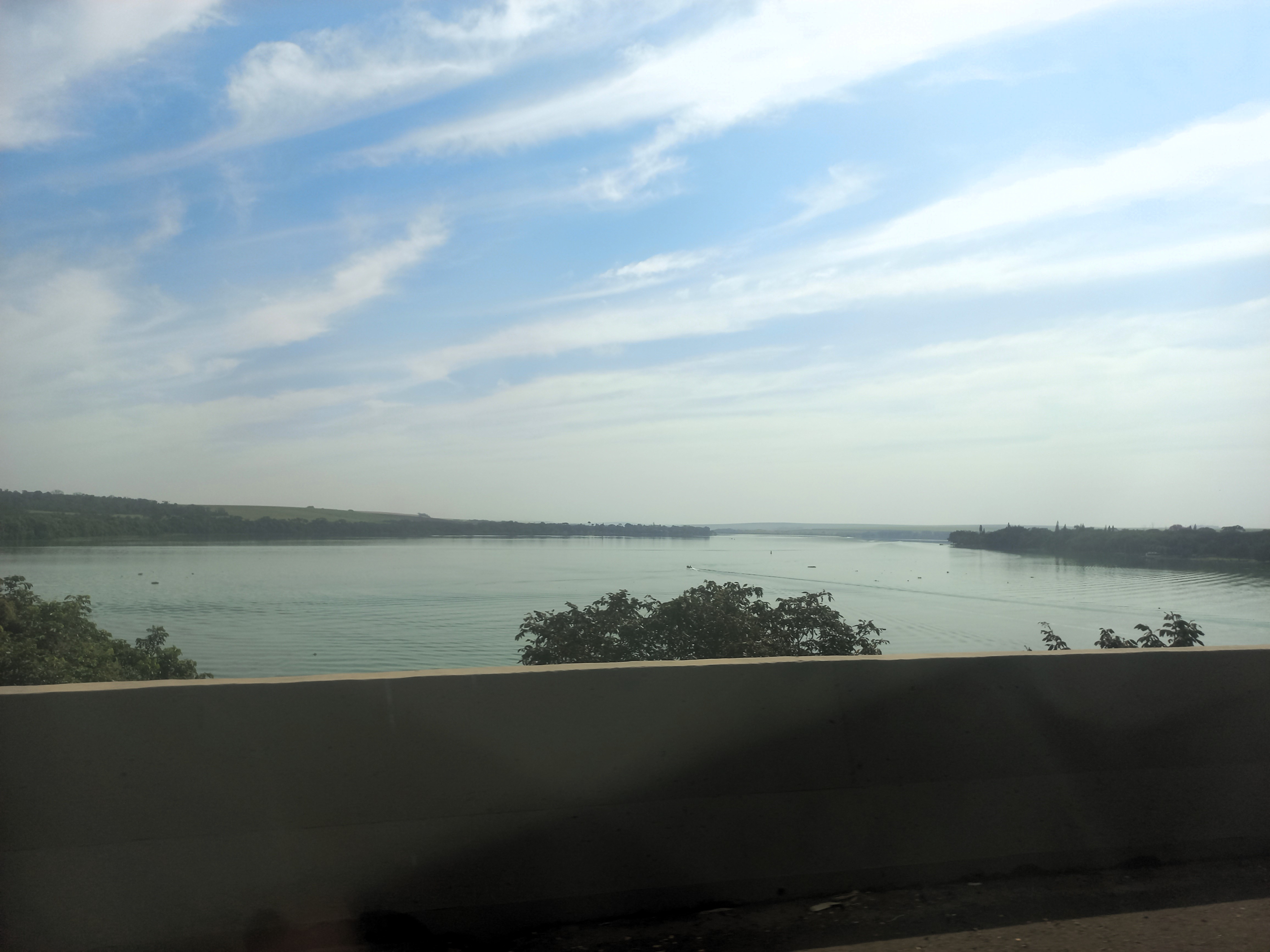
Ponte da SP-225 sobre o Rio Tietê.

- Rio Tietê

### Rodovias
Os principais acessos a Pederneiras são:
- Rodovia Comandante João Ribeiro de Barros (SP-225)
- Rodovia César Augusto Sgavioli (SP-261)
- Rodovia Osni Mateus (SP-261)

### Ferrovias
- Linha Tronco Oeste da antiga Companhia Paulista de Estradas de Ferro, sendo a ferrovia operada atualmente pela Rumo Malha Paulista.[12][13]

## Demografia

### População
| Crescimento populacional                             | Crescimento populacional | Crescimento populacional | Crescimento populacional |
| Ano                                                  | População Total          |                          | %±                       |
| ---------------------------------------------------- | ------------------------ | ------------------------ | ------------------------ |
| 1900                                                 | 4 244                    |                          | —                        |
| 1910                                                 | 18 852                   |                          | 344,2%                   |
| 1920                                                 | 28 488                   |                          | 51,1%                    |
| 1925                                                 | 19 825                   |                          | −30,4%                   |
| 1934                                                 | 23 312                   |                          | 17,6%                    |
| 1937                                                 | 24 922                   |                          | 6,9%                     |
| 1940                                                 | 19 049                   |                          | −23,6%                   |
| 1946                                                 | 24 736                   |                          | 29,9%                    |
| 1950                                                 | 17 804                   |                          | −28,0%                   |
| 1958                                                 | 17 023                   |                          | −4,4%                    |
| 1960                                                 | 19 578                   |                          | 15,0%                    |
| 1970                                                 | 18 399                   |                          | −6,0%                    |
| 1980                                                 | 26 107                   |                          | 41,9%                    |
| 1991                                                 | 32 021                   |                          | 22,7%                    |
| 2000                                                 | 36 614                   |                          | 14,3%                    |
| 2010                                                 | 41 497                   |                          | 13,3%                    |
| 2022                                                 | 44 827                   |                          | 8,0%                     |
| Est. 2024                                            | 46 223                   | [ 14 ]                   | 3,1%                     |
| Fontes: Censos Demográficos IBGE e Estimativas SEADE |                          |                          |                          |

### Dados demográficos
- População total: 46.687 Censo IBGE 2019
- Densidade demográfica (hab./km²): 56,92 Censo IBGE 2010
- Mortalidade infantil: 9,42 óbitos por mil nascidos vivos.
- Hospitais SUS: 17 estabelecimentos (2009).
- Expectativa de vida (anos): 71,41
- Taxa de fecundidade (filhos por mulher): 2,51
- Taxa de Alfabetização: 89,90%
- Taxa de escolarização de 6 a 14 anos de idade: 98,3%
- IDEB – Anos iniciais do ensino fundamental (Rede Pública): 6,3 (2017).
- IDEB – Anos finais do ensino fundamental (Rede pública):	4,9 (2017).
- Matrículas no ensino fundamental: 5.391 matrículas (2018).
- Matrículas no ensino médio: 1.653 matrículas (2018).
- Docentes no ensino fundamental: 324 docentes (2018).
- Docentes no ensino médio: 145 docentes (2018).
- Número de estabelecimentos de ensino fundamental: 24 escolas (2018).
- Número de estabelecimentos de ensino médio: 10 escolas (2018).
- Índice de Desenvolvimento Humano (IDH-M): 0,780
- IDH-M Renda: 0,703
- IDH-M Longevidade: 0,773
- IDH-M Educação: 0,863

(Fonte: IPEADATA)

## Economia
Pederneiras é conhecida como a capital do induzido, por sua grande produção de induzidos dentre uma alta produção industrial, ou seja, Pederneiras pode ser considerada um município totalmente industrializado.

## Infraestrutura

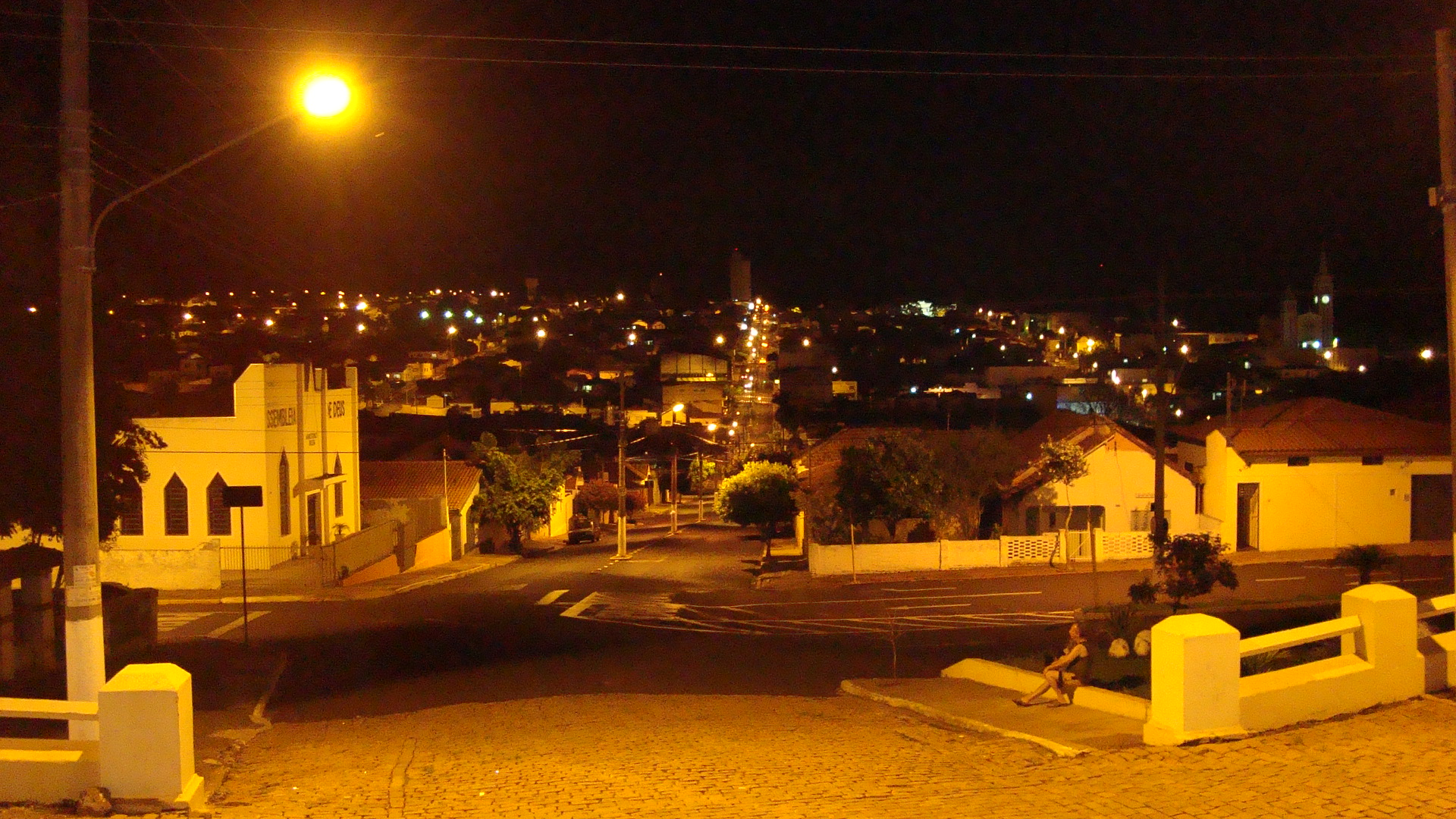
Vista noturna da cidade de Pederneiras.

### Saneamento
O serviço de abastecimento de água é feito pela Companhia de Saneamento Básico do Estado de São Paulo (SABESP).

### Energia
A responsável pelo abastecimento de energia elétrica é a CPFL Paulista, distribuidora do Grupo CPFL Energia.

### Comunicações
O sistema de telefones automáticos foi inaugurado na cidade em 1977 pela Telecomunicações de São Paulo (TELESP), que também implantou o sistema de discagem direta à distância (DDD) em 1977 com o código de área (0142). Anteriormente a cidade era atendida pela Companhia Telefônica Brasileira (CTB).
Na década de 90 o código DDD da cidade foi alterado para (014), para padronização do sistema telefônico com a telefonia celular que estava sendo implantada em todo o estado.

## Religião

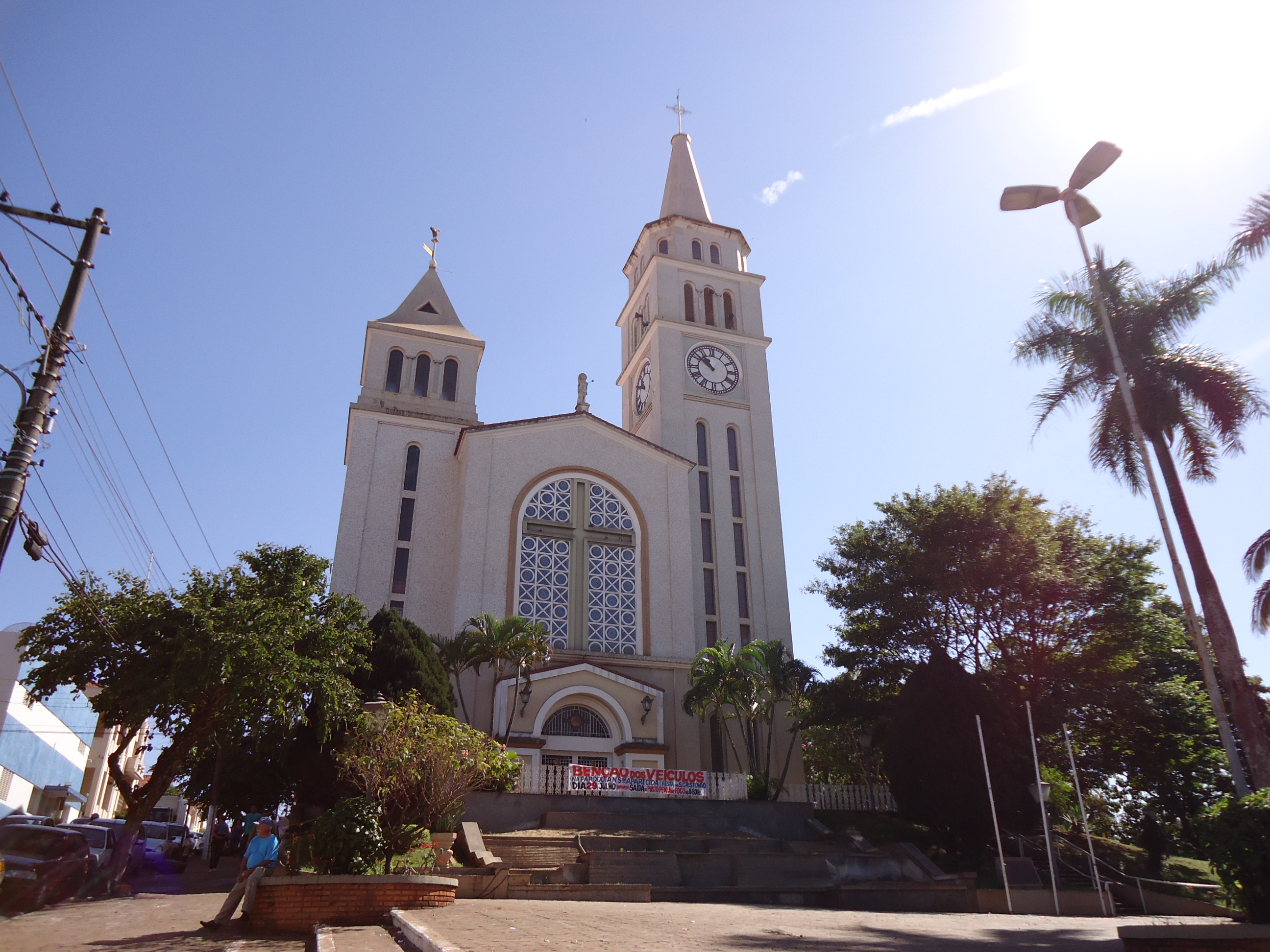
Igreja Mariz.

O Cristianismo se faz presente na cidade da seguinte forma:

### Igreja Católica
- A igreja faz parte da Diocese de Bauru.[28]

### Igrejas Evangélicas
Entre as igrejas protestantes históricas, pentecostais e neopentecostais, encontram-se na cidade:
- Assembleia de Deus Ministério do Belém.[31][32]
- Congregação Cristã no Brasil.[33]